# Bryophyllum laetivirens
A Bryophyllum laetivirens é uma planta suculenta nativa de Madagascar. Como outras do gênero Bryophyllum, é capaz de se propagar por reprodução vegetativa através de plântulas que se desenvolvem em seus filoclades. Todas as partes da planta contêm um esteróide tóxico.

## Sinônimos
Anteriormente era chamada de Kalanchoe laetivirens, nome pelo qual ainda é muito conhecida.